# Пер (град)
 Тази статия е за града в Белгия.  За титлата вижте Пер.  
Пер (на нидерландски: Peer) е град в Североизточна Белгия, окръг Маасейк на провинция Лимбург. Намира се на 21 km западно от град Маасейк. Населението му е около 16 000 души (2012).

## Личности
Родени
- Марник Вермейл (р. 1992), белгийски футболист